# Turquesa (color)
|  | Aquest article tracta sobre el color. Vegeu-ne altres significats a «Turquesa». |

El turquesa (/ ˈtɜːrkɔɪz, -kwɔɪz /) és un color verd cian, basat en la joia del mateix nom. La paraula turquesa data del segle XVII i deriva del francès turquois que significa "turc" perquè el mineral es va introduir per primera vegada a Europa a través de Turquia a partir de mines de la històrica província de Khorasan, Iran (Pèrsia) i Afganistan. El primer ús registrat de la turquesa com a nom de color en anglès va ser el 1573.
A continuació es mostra diferents variants del color turquesa:
|     | #AFEEEE            | #40E0D0            | #00DED1             | #48D1CC            |
| RGB | (175, 238, 238)    | (64, 224, 208)     | (0, 222, 209)       | (72, 209, 204)     |
| HSV | (180°, 26 %, 93 %) | (174°, 71 %, 88 %) | (176°, 100 %, 87 %) | (178°, 66 %, 82 %) |

## Gemes turquesa
La turquesa és un mineral opac, de color blau a verd, que és un fosfat hidratat de coure i alumini, amb la fórmula química CuAl₆(PO₄)₄(OH)₈·4H₂O. És rar i valuós en graus més fins i ha estat preuat com a joia i pedra ornamental durant milers d’anys a causa de la seva tonalitat única.
En moltes cultures del Vell i del Nou Món, aquesta pedra preciosa ha estat considerada des de fa milers d’anys com una pedra santa, un portador de bona fortuna o un talismà. Les proves més antigues d'aquesta afirmació es van trobar a l'antic Egipte, on es va descobrir un mobiliari sepulcral amb incrustacions de color turquesa, que data aproximadament del 3000 aC. A l'antic imperi persa, les pedres precioses de color blau cel es portaven abans al coll o al canell com a protecció contra la mort no natural. Si canviaven de color, es pensava que l’usuari tenia motius per témer l’acostament de la fatalitat. Mentrestant, s’ha descobert que el turquesa pot canviar de color. El canvi pot ser causat per la llum o per una reacció química provocada pels cosmètics, la pols o l’acidesa de la pell. El turquesa és una pedra i un color que s’associa fortament a les cúpules i interiors de les grans mesquites de l'Iran, l'Àsia central i Rússia.
A l'àrea d'influència de l'náhuatl, idioma que compta amb un ampli vocabulari cromàtic, inclou el color turquesa (xippālli). El conjunt de les coloracions verdblavoses s'associava simbòlicament amb l'aigua i la vegetació, que s'entenien com elements indispensables per a la vida. Alguns materials preciosos amb aquesta coloració, com la turquesa, el jade i les plomes de quetzal, representaven metafòricament a l'aigua i la vegetació, i també ho feien els colors d'aquests materials.
Així mateix, un text náhuatl diu que la casa del déu Quetzalcóatl té «travessers color turquesa», suggerint que el color, i no només la pedra homònima, tenia un valor simbòlic associat amb la noblesa i amb la divinitat.